# In Only Seven Days
"In Only Seven Days" é uma canção da banda britânica de rock Queen, lançada em janeiro de 1979. Escrita pelo baixista John Deacon, foi escolhida como o Lado B do single "Don't Stop Me Now". Em algumas versões, também pode ser encontrada no single "Mustapha".
Foi lançada pela primeira vez no álbum Jazz. Assim como outras canções de John Deacon apresentadas anteriormente, "In Only Seven Days" é basicamente uma balada pop rock, de arranjo melancólico, versando sobre um homem tímido que em sete dias de férias não consegue interagir amorosamente com uma mulher, voltando para casa solitário. A faixa tem interpretações vocais de Freddie Mercury enquanto Deacon fica a cargo do baixo e violão.

## Ficha técnica
Banda
- John Deacon - baixo, violão e composição
- Freddie Mercury - vocais e piano
- Brian May - guitarra
- Roger Taylor - bateria